# Carlo De Cesare
Carlo De Cesare (Spinazzola, 12 novembre 1824 – Roma, 12 ottobre 1882) è stato un magistrato e politico italiano.

## Biografia
Insieme con Vincenzo Padula, Federico Quercia e Pasquale Trisolino fondò il periodico Secolo XIX (1856).  Nel 1876 è professore onorario di Diritto commerciale presso la facoltà di Giurisprudenza dell'Università degli studi di Catania.
Ebbe un'intensa storia d'amore con la poetessa e scrittrice lucana Virginia D'Errico.
Raffaele de Cesare, anche lui senatore, era il figlio del fratello Antonio.